# Liste der Einträge im National Register of Historic Places im Clackamas County
Liste der Einträge im National Register of Historic Places in Clackamas County (Oregon) in das National Register of Historic Places eingetragenen Gebäude, Bauwerke, Objekte, Stätten oder historischen Distrikte.

## Auflistung
| [ 1 ] | Name                                            | Bild                                          | Eintragsdatum                 | Lage | Ort                        | Beschreibung                                                  |
| ----- | ----------------------------------------------- | --------------------------------------------- | ----------------------------- | --- | -------------------------- | ------------------------------------------------------------- |
| 1     | Capt. John C. Ainsworth House                   | Capt. John C. Ainsworth House                 | 26. März 1973 ID-Nr. 73001573 | 19131 S. Leland Road 45° 19′ 46″ N, 122° 36′ 10,8″ W                                                                    | Oregon City                |                                                               |
| 2     | Daniel Albright Farm                            | Daniel Albright Farm                          | 30. Okt. 1979 ID-Nr. 79003734 | 9912 S. Wildcat Road 45° 4′ 10,8″ N, 122° 39′ 34,6″ W                                                                   | Marquam (Umgebung)         |                                                               |
| 3     | Herman Anthony Farm                             | Herman Anthony Farm                           | 26. März 1979 ID-Nr. 79002041 | 10205 S. New Era Road 45° 17′ 44,4″ N, 122° 39′ 19,4″ W                                                                 | Canby                      |                                                               |
| 4     | Charles C. Babcock House                        | Charles C. Babcock House                      | 29. Okt. 1982 ID-Nr. 82001966 | 1214 Washington Street 45° 21′ 36,3″ N, 122° 36′ 4,3″ W                                                                 | Oregon City                |                                                               |
| 5     | Bagby Guard Station                             | Bagby Guard Station                           | 13. Sep. 1999 ID-Nr. 99001088 | Forest Service Road 70 44° 56′ 5,1″ N, 122° 10′ 24,6″ W                                                                 | Estacada                   |                                                               |
| 6     | Lawrence D. Bailey House                        | Lawrence D. Bailey House                      | 23. Feb. 1990 ID-Nr. 90000290 | 13908 SE Fairoaks Avenue 45° 25′ 22,9″ N, 122° 39′ 3,6″ W                                                               | Milwaukie                  |                                                               |
| 7     | Horace Baker Log Cabin                          | Horace Baker Log Cabin                        | 12. Dez. 1976 ID-Nr. 76001578 | 18006 S. Gronlund Road 45° 23′ 24,4″ N, 122° 29′ 47,9″ W                                                                | Carver (Umgebung)          |                                                               |
| 8     | Dr. Forbes Barclay House                        | Dr. Forbes Barclay House                      | 5. Nov. 1974 ID-Nr. 74001676  | 719 Center Street 45° 21′ 25,2″ N, 122° 36′ 20,9″ W                                                                     | Oregon City                | Erbaut 1849                                                   |
| 9     | Barlow Road                                     | weitere Bilder                                | 13. Apr. 1992 ID-Nr. 92000334 | Mount Hood National Forest 45° 13′ 50,9″ N, 121° 34′ 43″ W                                                              | Wamic to Rhododendron      |                                                               |
| 10    | William Barlow House                            | William Barlow House                          | 15. Feb. 1977 ID-Nr. 77001098 | 24670 S Oregon Route 99E 45° 15′ 8,6″ N, 122° 43′ 3,4″ W                                                                | Barlow                     |                                                               |
| 11    | John M. and Elizabeth Bates House No. 2         | John M. and Elizabeth Bates House No. 2       | 13. Juni 1990 ID-Nr. 90000847 | 16948 SW Bryant Road 45° 24′ 11,3″ N, 122° 43′ 23,2″ W                                                                  | Lake Oswego                |                                                               |
| 12    | John M. and Elizabeth Bates House No. 3         | John M. and Elizabeth Bates House No. 3       | 14. Juni 1990 ID-Nr. 90000831 | 16884 SW Bryant Road 45° 24′ 12,5″ N, 122° 43′ 23,2″ W                                                                  | Lake Oswego                |                                                               |
| 13    | John M. and Elizabeth Bates House No. 4         | John M. and Elizabeth Bates House No. 4       | 13. Juni 1990 ID-Nr. 90000832 | 4101 South Shore Boulevard 45° 24′ 15,9″ N, 122° 43′ 4,8″ W                                                             | Lake Oswego                |                                                               |
| 14    | Bell Station Store                              | Bell Station Store                            | 10. Sep. 1987 ID-Nr. 87001558 | 9300 SE Bell Avenue 45° 27′ 21,3″ N, 122° 35′ 34,1″ W                                                                   | Milwaukie (Umgebung)       |                                                               |
| 15    | Dr. Walter Black House                          | Dr. Walter Black House                        | 20. Feb. 1991 ID-Nr. 91000045 | 1125 Maple Street 45° 24′ 34,6″ N, 122° 40′ 17,8″ W                                                                     | Lake Oswego                |                                                               |
| 16    | W. S. and Gladys Boutwell House                 | W. S. and Gladys Boutwell House               | 20. Feb. 1991 ID-Nr. 91000052 | 920 SW Fairway Road 45° 25′ 1,2″ N, 122° 41′ 8,9″ W                                                                     | Lake Oswego                |                                                               |
| 17    | John F. and John H. Broetje House               | John F. and John H. Broetje House             | 15. Sep. 1987 ID-Nr. 87001498 | 3101 SE Courtney Avenue 45° 25′ 21,2″ N, 122° 37′ 50,5″ W                                                               | Milwaukie                  |                                                               |
| 18    | Canemah Historic District                       | weitere Bilder                                | 11. Okt. 1978 ID-Nr. 78002279 | Etwa zwischen dem Willamette River, 5th Avenue, Marshall Street und Paquet Street 45° 20′ 46,2″ N, 122° 37′ 19,9″ W     | Oregon City                |                                                               |
| 19    | Clackamas Lake Ranger Station Historic District | weitere Bilder                                | 22. Apr. 1981 ID-Nr. 81000477 | Forest Service Road 42 45° 6′ 10,7″ N, 121° 44′ 49,6″ W                                                                 | Government Camp (Umgebung) |                                                               |
| 20    | Elizabeth Clark House                           | Elizabeth Clark House                         | 25. Okt. 1990 ID-Nr. 90001590 | 812 John Adams Street 45° 21′ 24,6″ N, 122° 36′ 11,9″ W                                                                 | Oregon City                |                                                               |
| 21    | Harvey Cross House                              | Harvey Cross House                            | 30. Okt. 1979 ID-Nr. 79002043 | 809 Washington Street 45° 21′ 26,9″ N, 122° 36′ 15,3″ W                                                                 | Oregon City                | Erbaut in den späten 1880er Jahren.                           |
| 22    | Damascus School                                 | Damascus School                               | 3. Dez. 1980 ID-Nr. 80003304  | 14711 SE Anderson Road 45° 24′ 58,8″ N, 122° 27′ 31″ W                                                                  | Damascus                   |                                                               |
| 23    | Marshall Dana House                             | Marshall Dana House                           | 9. März 1992 ID-Nr. 92000083  | 15725 SE Dana Avenue 45° 24′ 33,4″ N, 122° 38′ 55,7″ W                                                                  | Milwaukie                  |                                                               |
| 24    | John and Magdalena Davis Farm                   | John and Magdalena Davis Farm                 | 21. Sep. 2005 ID-Nr. 05001056 | 13678 S Spangler Road 45° 15′ 19,8″ N, 122° 35′ 25,1″ W                                                                 | Oregon City                |                                                               |
| 25    | Horace L. Dibble House                          | Horace L. Dibble House                        | 19. Dez. 1974 ID-Nr. 74001675 | 616 S Molalla Avenue 45° 8′ 33,7″ N, 122° 34′ 46,2″ W                                                                   | Molalla                    |                                                               |
| 26    | Francis Ermatinger House                        | Francis Ermatinger House                      | 17. Sep. 1987 ID-Nr. 77001099 | 619 6th Street 45° 21′ 19,9″ N, 122° 36′ 20,2″ W                                                                        | Oregon City                |                                                               |
| 27    | First Congregational Church of Oregon City      | First Congregational Church of Oregon City    | 26. Aug. 1982 ID-Nr. 82003723 | 710 6th Street 45° 21′ 18,6″ N, 122° 36′ 18″ W                                                                          | Oregon City                |                                                               |
| 28    | Philip Foster Farm                              | Philip Foster Farm                            | 15. Aug. 1980 ID-Nr. 80003305 | 29912 SE. Oregon Route 211 45° 21′ 30,8″ N, 122° 21′ 19,1″ W                                                            | Eagle Creek                |                                                               |
| 29    | Clarence E. Francis House                       | Clarence E. Francis House                     | 19. Feb. 1993 ID-Nr. 93000015 | 9717 SE Cambridge Lane 45° 27′ 9,1″ N, 122° 38′ 58,6″ W                                                                 | Milwaukie                  |                                                               |
| 30    | Erwin Charles Hackett House                     | Erwin Charles Hackett House                   | 14. Feb. 1985 ID-Nr. 85000292 | 415 17th Street 45° 21′ 51,9″ N, 122° 35′ 52,8″ W                                                                       | Oregon City                |                                                               |
| 31    | Hall–Chaney House                               | Hall–Chaney House                             | 8. Sep. 1988 ID-Nr. 88001522  | 10200 SE Cambridge Lane 45° 26′ 56,9″ N, 122° 38′ 55″ W                                                                 | Milwaukie (Umgebung)       |                                                               |
| 32    | William L. Holmes House                         | weitere Bilder                                | 2. Dez. 1974 ID-Nr. 74001678  | 536 Holmes Lane 45° 20′ 31,6″ N, 122° 36′ 3,6″ W                                                                        | Oregon City                |                                                               |
| 33    | Howard's Gristmill                              | Howard's Gristmill                            | 10. Dez. 1981 ID-Nr. 81000478 | 26401 S Oregon Route 213 45° 13′ 25,6″ N, 122° 34′ 54,8″ W                                                              | Mulino                     |                                                               |
| 34    | Iron Workers' Cottage                           | Iron Workers' Cottage                         | 16. Juli 2009 ID-Nr. 09000531 | 40 Wilbur Street 45° 24′ 45,7″ N, 122° 39′ 47,9″ W                                                                      | Lake Oswego                |                                                               |
| 35    | C. S. "Sam" Jackson Log House                   | C. S. "Sam" Jackson Log House                 | 9. Dez. 1981 ID-Nr. 81000479  | 14999 S Springwater Road 45° 23′ 20,6″ N, 122° 29′ 35,9″ W                                                              | Oregon City (Umgebung)     |                                                               |
| 36    | Carl C. Jantzen Estate                          | Carl C. Jantzen Estate                        | 23. Feb. 1990 ID-Nr. 90000277 | 1850 North Shore Road 45° 24′ 51,8″ N, 122° 41′ 14,3″ W                                                                 | Lake Oswego                |                                                               |
| 37    | Andrew J. and Anna B. Johnston Farmstead        | Andrew J. and Anna B. Johnston Farmstead      | 21. Feb. 1997 ID-Nr. 97000140 | 18025 S Harding Road 45° 20′ 43,4″ N, 122° 25′ 22,1″ W                                                                  | Oregon City                |                                                               |
| 38    | William Knight House                            | William Knight House                          | 5. Nov. 1986 ID-Nr. 86002961  | 525 SW 4th Avenue 45° 15′ 29,4″ N, 122° 41′ 45,6″ W                                                                     | Canby                      |                                                               |
| 39    | Kraft–Brandes–Culbertson Farmstead              | Kraft–Brandes–Culbertson Farmstead            | 1. Nov. 1982 ID-Nr. 82001500  | 2525 N Baker Drive 45° 17′ 12,4″ N, 122° 42′ 25,6″ W                                                                    | Canby (Umgebung)           |                                                               |
| 40    | Ladd Estate Company Model House                 | Ladd Estate Company Model House               | 30. Okt. 1989 ID-Nr. 89001859 | 432 Country Club Road 45° 25′ 15,9″ N, 122° 40′ 34″ W                                                                   | Lake Oswego                |                                                               |
| 41    | Lake Oswego Hunt Club Ensemble                  | Lake Oswego Hunt Club Ensemble                | 4. Jan. 1988 ID-Nr. 87002236  | 2725 SW Iron Mountain Boulevard 45° 24′ 45″ N, 122° 42′ 19,1″ W                                                         | Lake Oswego                |                                                               |
| 42    | Lake Oswego Odd Fellows Hall                    | Lake Oswego Odd Fellows Hall                  | 7. März 1979 ID-Nr. 79002042  | 295 Durham Street 45° 24′ 49″ N, 122° 39′ 44,6″ W                                                                       | Lake Oswego                |                                                               |
| 43    | Charles David Latourette House                  | Charles David Latourette House                | 27. Feb. 1980 ID-Nr. 80003306 | 503 High Street 45° 21′ 22″ N, 122° 36′ 30,3″ W                                                                         | Oregon City                |                                                               |
| 44    | DeWitt Clinton Latourette House                 | DeWitt Clinton Latourette House               | 5. März 1992 ID-Nr. 92000127  | 914 Madison Street 45° 21′ 24,2″ N, 122° 36′ 2,9″ W                                                                     | Oregon City                |                                                               |
| 45    | Lewthwaite–Moffatt House                        | Lewthwaite–Moffatt House                      | 21. Jan. 1994 ID-Nr. 93001501 | 4891 Willamette Falls Drive 45° 21′ 35,1″ N, 122° 36′ 46,8″ W                                                           | West Linn                  |                                                               |
| 46    | Macksburg Lutheran Church                       | Macksburg Lutheran Church                     | 14. Juni 1982 ID-Nr. 82003722 | 10190 S Macksburg Road 45° 12′ 49,2″ N, 122° 39′ 25,2″ W                                                                | Canby                      |                                                               |
| 47    | Mathieson–Worthington House                     | Mathieson–Worthington House                   | 1. Juni 1990 ID-Nr. 90000837  | 885 McVey Avenue 45° 24′ 32,8″ N, 122° 40′ 14,9″ W                                                                      | Lake Oswego                |                                                               |
| 48    | Morton Matthew McCarver House                   | weitere Bilder                                | 21. Jan. 1974 ID-Nr. 74001677 | 554 Warner Parrott Road 45° 20′ 14,6″ N, 122° 36′ 41″ W                                                                 | Oregon City                |                                                               |
| 49    | McLoughlin House National Historic Site         | weitere Bilder                                | 15. Okt. 1966 ID-Nr. 66000637 | 713 Center Street 45° 21′ 26,4″ N, 122° 36′ 21″ W                                                                       | Oregon City                | erbaut 1846                                                   |
| 50    | McLoughlin Promenade                            | weitere Bilder                                | 15. Mai 2014 ID-Nr. 14000179  | Etwa entlang Singer Hill westlich von High Street 45° 21′ 17,5″ N, 122° 36′ 36,8″ W                                     | Oregon City                |                                                               |
| 51    | James Milne House                               | James Milne House                             | 12. März 1979 ID-Nr. 79002044 | 224 Center Street 45° 21′ 11,8″ N, 122° 36′ 33,8″ W                                                                     | Oregon City                |                                                               |
| 52    | Oregon City Carnegie Library                    | Oregon City Carnegie Library                  | 15. Mai 2014 ID-Nr. 14000180  | 606 John Adams Street 45° 21′ 19,3″ N, 122° 36′ 15″ W                                                                   | Oregon City                |                                                               |
| 53    | Oregon City Municipal Elevator                  | weitere Bilder                                | 15. Mai 2014 ID-Nr. 14000181  | 610 Bluff Street 45° 21′ 25,4″ N, 122° 36′ 27,6″ W                                                                      | Oregon City                |                                                               |
| 54    | Oregon Iron Company Furnace                     | Oregon Iron Company Furnace                   | 12. Feb. 1974 ID-Nr. 74001674 | George Rogers Park 45° 24′ 39,3″ N, 122° 39′ 37,8″ W                                                                    | Lake Oswego                |                                                               |
| 55    | Oregon Trail, Barlow Road Segment               | Oregon Trail, Barlow Road Segment             | 20. Nov. 1974 ID-Nr. 74001679 | Wildwood Recreation Site 45° 21′ 49,3″ N, 121° 59′ 6,7″ W                                                               | Wemme (Umgebung)           | 20.000 m², Alternativroute des Oregon Trail/Barlow Road       |
| 56    | Richard B. Petzold Building                     | Richard B. Petzold Building                   | 5. März 1992 ID-Nr. 92000084  | 714 Main Street 45° 21′ 28,7″ N, 122° 36′ 27,8″ W                                                                       | Oregon City                |                                                               |
| 57    | Richard Petzold House                           | Richard Petzold House                         | 31. Okt. 1985 ID-Nr. 85003452 | 504 6th Street 45° 21′ 21,6″ N, 122° 36′ 23,8″ W                                                                        | Oregon City                |                                                               |
| 58    | Wilbur and Evelyn Reid's Alderbrook Lodge       | Wilbur and Evelyn Reid's Alderbrook Lodge     | 23. Jan. 2004 ID-Nr. 03001477 | 26863 E. Rolling Riffle Lane 45° 19′ 49,3″ N, 121° 54′ 45,3″ W                                                          | Rhododendron               |                                                               |
| 59    | River Mill Hydroelectric Project                | River Mill Hydroelectric Project              | 1. Mai 2001 ID-Nr. 01000497   | 30878 NW Evergreen Way 45° 17′ 56,1″ N, 122° 20′ 48″ W                                                                  | Estacada (Umgebung)        |                                                               |
| 60    | Robbins–Melcher–Schatz Farmstead                | Robbins–Melcher–Schatz Farmstead              | 19. Feb. 1993 ID-Nr. 93000017 | 4875 SW Schatz Road 45° 21′ 26,3″ N, 122° 43′ 39,7″ W                                                                   | Tualatin (Umgebung)        |                                                               |
| 61    | Rock Corral on the Barlow Road                  | Rock Corral on the Barlow Road                | 19. Dez. 1974 ID-Nr. 74001673 | Abfahrt U.S. Route 26 nahe dem Sandy River 45° 22′ 59,8″ N, 122° 3′ 56,2″ W                                             | Brightwood (Umgebung)      |                                                               |
| 62    | Rock Creek Methodist Church                     | Rock Creek Methodist Church                   | 29. Okt. 1975 ID-Nr. 75001580 | Kreuzung S. Sconce Road und S. Stuwe Road 45° 9′ 31,6″ N, 122° 42′ 51,5″ W                                              | Molalla (Umgebung)         |                                                               |
| 63    | Osco C. Roehr House                             | Osco C. Roehr House                           | 17. Okt. 2012 ID-Nr. 12000877 | 128 North Shore Circle 45° 24′ 53″ N, 122° 40′ 22,9″ W                                                                  | Lake Oswego                |                                                               |
| 64    | George Rogers House                             | George Rogers House                           | 3. Okt. 1996 ID-Nr. 96001068  | 59 SW Wilbur Street 45° 24′ 46,7″ N, 122° 39′ 47,9″ W                                                                   | Lake Oswego                |                                                               |
| 65    | Walter Rosenfeld Estate                         | Walter Rosenfeld Estate                       | 17. Mai 2003 ID-Nr. 03000420  | 15361 S. Clackamas River Drive 45° 23′ 44″ N, 122° 32′ 51,8″ W                                                          | Oregon City                |                                                               |
| 66    | Sherrard–Fenton House                           | weitere Bilder                                | 20. Feb. 1991 ID-Nr. 91000051 | 13100 SW Riverside Drive 45° 25′ 51,2″ N, 122° 39′ 18,2″ W                                                              | Lake Oswego                |                                                               |
| 67    | William Shindler House                          | William Shindler House                        | 18. Jan. 1990 ID-Nr. 89001867 | 3235 SE Harrison Street 45° 26′ 47,8″ N, 122° 37′ 45,1″ W                                                               | Milwaukie                  |                                                               |
| 68    | Shipley–Cook Farmstead                          | Shipley–Cook Farmstead                        | 29. Jan. 2008 ID-Nr. 07001505 | 18451 SW Stafford Road 45° 23′ 31,5″ N, 122° 41′ 25,9″ W                                                                | Lake Oswego (Umgebung)     |                                                               |
| 69    | Silcox Hut                                      | weitere Bilder                                | 19. Jan. 1985 ID-Nr. 85000144 | Timberline Road 45° 20′ 40,3″ N, 121° 42′ 34,2″ W                                                                       | Government Camp            |                                                               |
| 70    | R. S. Smith Motor Company Building              | R. S. Smith Motor Company Building            | 21. Jan. 1994 ID-Nr. 93001502 | 39150 Pioneer Boulevard 45° 23′ 45,8″ N, 122° 15′ 37,6″ W                                                               | Sandy                      |                                                               |
| 71    | St. John the Evangelist Roman Catholic Church   | St. John the Evangelist Roman Catholic Church | 21. Dez. 1979 ID-Nr. 79002045 | 68835 E Barlow Trail Road 45° 21′ 7,6″ N, 121° 57′ 23″ W                                                                | Welches (Umgebung)         |                                                               |
| 72    | George Lincoln Storey House                     | George Lincoln Storey House                   | 10. März 1983 ID-Nr. 83002144 | 910 Pierce Street 45° 21′ 11,5″ N, 122° 35′ 38,4″ W                                                                     | Oregon City                |                                                               |
| 73    | Hiram A. Straight House                         | Hiram A. Straight House                       | 17. Feb. 1978 ID-Nr. 78002280 | 16000 S. Depot Lane 45° 22′ 28,8″ N, 122° 35′ 1″ W                                                                      | Oregon City                |                                                               |
| 74    | Timberline Lodge                                | weitere Bilder                                | 12. Nov. 1973 ID-Nr. 73001572 | 9,6 km nördlich von Government Camp im Mount Hood National Forest 45° 19′ 52″ N, 121° 42′ 36″ W                         | Government Camp            | auf 1.830 m Höhe, südlich des Mount-Hood-Gipfels; erbaut 1937 |
| 75    | Upper Sandy Guard Station Cabin                 | Upper Sandy Guard Station Cabin               | 9. Sep. 2009 ID-Nr. 09000705  | 7,2 km östlich der Kreuzung Forest Service Rds. 18 und 1825, Mt. Hood National Forest 45° 22′ 38,4″ N, 121° 46′ 58,5″ W | Government Camp (Umgebung) |                                                               |
| 76    | William Hatchette Vaughan House                 | William Hatchette Vaughan House               | 27. Mai 1993 ID-Nr. 93000456  | 14900 S Macksburg Road 45° 10′ 15,1″ N, 122° 33′ 7,6″ W                                                                 | Molalla (Umgebung)         |                                                               |
| 77    | Fred Vonder Ahe House und Summer Kitchen        | Fred Vonder Ahe House und Summer Kitchen      | 26. März 1976 ID-Nr. 76001580 | 625 Metzler Avenue 45° 8′ 32″ N, 122° 34′ 50,9″ W                                                                       | Molalla                    |                                                               |
| 78    | Nicholas O. Walden House                        | Nicholas O. Walden House                      | 7. Sep. 1984 ID-Nr. 84002935  | 1847 SE 5th Avenue 45° 20′ 33,9″ N, 122° 39′ 14,4″ W                                                                    | West Linn                  |                                                               |
| 79    | Waverley Country Club Clubhouse                 | weitere Bilder                                | 27. März 2013 ID-Nr. 13000118 | 1100 SE Waverly Drive 45° 26′ 56,5″ N, 122° 39′ 9,4″ W                                                                  | Portland                   |                                                               |
| 80    | Clara and Samuel B. Weinstein House             | Clara and Samuel B. Weinstein House           | 5. März 1992 ID-Nr. 92000082  | 16847 SW Greenbriar Road 45° 24′ 13,4″ N, 122° 42′ 29,2″ W                                                              | Lake Oswego                |                                                               |
| 81    | White–Kellogg House                             | White–Kellogg House                           | 16. Mai 1989 ID-Nr. 89000415  | 19000 S. Central Point Road 45° 19′ 53,3″ N, 122° 36′ 43,6″ W                                                           | Oregon City (Umgebung)     |                                                               |
| 82    | Willamette Falls Locks                          | weitere Bilder                                | 5. Feb. 1974 ID-Nr. 74001680  | West bank of the Willamette River 45° 21′ 26″ N, 122° 36′ 52,2″ W                                                       | West Linn                  |                                                               |
| 83    | Willamette Historic District                    | weitere Bilder                                | 24. Sep. 2009 ID-Nr. 09000768 | Etwa zwischen Knapps Alley, 12th Street, 4th Avenue, und 15th Street 45° 20′ 34″ N, 122° 39′ 19″ W                      | West Linn                  |                                                               |
| 84    | Willamette National Cemetery                    | weitere Bilder                                | 5. Juli 2016 ID-Nr. 16000426  | 11800 SE Mount Scott Boulevard 45° 27′ 37,5″ N, 122° 32′ 26,8″ W                                                        | Portland                   |                                                               |
| 85    | Willamette River (Oregon City) Bridge (No. 357) | weitere Bilder                                | 1. Juli 2005 ID-Nr. 05000639  | Highway 43 über dem Willamette River 45° 21′ 33,2″ N, 122° 36′ 35,3″ W                                                  | Oregon City und West Linn  |                                                               |
| 86    | Andrew P. Wilson House                          | Andrew P. Wilson House                        | 1. Juni 1990 ID-Nr. 90000838  | 11188 SE 27th Avenue 45° 26′ 33,2″ N, 122° 38′ 5,6″ W                                                                   | Milwaukie                  |                                                               |
| 87    | Zigzag Ranger Station                           | Zigzag Ranger Station                         | 8. Apr. 1986 ID-Nr. 86000842  | 70220 E. U.S. Route 26 45° 20′ 34,4″ N, 121° 56′ 29″ W                                                                  | Zigzag                     |                                                               |